# Кавадинешти (Галац)
Кавадинешти (рум. Cavadineşti) насеље је у Румунији у округу Галац у општини Кавадинешти. Oпштина се налази на надморској висини од 86 m.

## Становништво
Према подацима из 2002. године у насељу је живело 3557 становника, од којих су сви румунске националности.

### Хронологија
| Година       | 1992 | 1993 | 1994 | 1995 | 1996 | 1997 | 1998 | 1999 | 2000 | 2001 | 2002 | 2003 | 2004 | 2005 | 2006 | 2007 | 2008 | 2009 | 2010 | 2011 | 2012 | 2013 | 2014 | 2015 | 2016 | 2017 |
| ------------ | ---- | ---- | ---- | ---- | ---- | ---- | ---- | ---- | ---- | ---- | ---- | ---- | ---- | ---- | ---- | ---- | ---- | ---- | ---- | ---- | ---- | ---- | ---- | ---- | ---- | ---- |
| Становништво | 4063 | 3979 | 3891 | 3783 | 3688 | 3616 | 3561 | 3569 | 3510 | 3485 | 3446 | 3415 | 3364 | 3336 | 3290 | 3261 | 3204 | 3163 | 3145 | 3182 | 3135 | 3121 | 3087 | 3040 | 3032 | 2997 |